# Anastasiya Novikova
Anastasiya Georgievna Novikova (Анастасия Георгиевна Новикова, 22 de novembro de 1980 - 19 de junho de 2004) foi uma apresentadora de notícias da televisão NTK no Cazaquistão. Rakhat Aliyev, um antigo alto funcionário do governo que era parente por casamento do presidente do Cazaquistão, Nursultan Nazarbayev, foi acusado de envolvimento na sua misteriosa morte no Líbano.
Nascida no Uzbequistão, filha de pais russos, Novikova mudou-se para o Cazaquistão, onde conheceu um dos proprietários da NTK, Rakhat Aliyev. Quando Aliyev foi nomeado embaixador na Áustria em 2002, Novikova o seguiu até Viena e supostamente se envolveu romanticamente. Testemunhas oculares próximas de Aliyev declararam que Novikova engravidou e teve uma filha com Aliyev, sendo coagida a se casar com Daniyar Esten, um primo de Aliyev que trabalhava na Embaixada do Cazaquistão em Viena, e depois foi enviada para o parto do bebê em Beirute, no Líbano.
Novikova morreu violentamente em circunstâncias misteriosas em 19 de junho de 2004, após uma queda do prédio onde morava em Beirute. Seu corpo foi levado do Líbano para uma área remota no Cazaquistão e "secretamente enterrado em um local pré-preparado", de acordo com um porta-voz do Ministério do Interior do Cazaquistão. Esten morreu em um acidente de trânsito na Áustria em 2005.
Depois que o corpo de Novikova foi descoberto e identificado em julho de 2007, a polícia levantou uma possível ligação entre a mulher morta e Aliyev porque seus restos mortais foram levados do Líbano para o cemitério secreto por pessoas ligadas ao caso de homicídio do Nurbank, no qual Aliyev estava implicado. Aliyev foi condenado no Cazaquistão por crimes no caso Nurbank e, em junho de 2014, entregou-se às autoridades austríacas com base num mandado de detenção internacional. Aliyev sempre manteve sua inocência.
Ninguém foi acusado de associação com o desaparecimento e morte de Novikova, e o paradeiro do seu filho permanece publicamente desconhecido. As viúvas dos executivos assassinados do Nurbank fundaram uma organização chamada Tagdyr que defende as supostas vítimas de Aliyev e de seus associados.